# Empis sauteriana
Empis sauteriana är en tvåvingeart som beskrevs av Mario Bezzi 1914. Empis sauteriana ingår i släktet Empis och familjen dansflugor.
Artens utbredningsområde är Taiwan. Inga underarter finns listade i Catalogue of Life.